# Tyrannochthonius curazavius
Tyrannochthonius curazavius är en spindeldjursart som beskrevs av Wagenaar-Hummelinck 1948. Tyrannochthonius curazavius ingår i släktet Tyrannochthonius och familjen käkklokrypare. Inga underarter finns listade i Catalogue of Life.